# ソフィーナ・ブラウン
ソフィーナ・ブラウン（Sophina Brown, 1976年9月18日 - ）は、アメリカ合衆国出身の女優である。

## 出演作品

### テレビ
- BONES ボーンズ -骨は語る-
- NCIS 〜ネイビー犯罪捜査班
- キャッスル 〜ミステリー作家は事件がお好き
- ブラザーズ&シスターズ
- グッド・ワイフ
- LAW & ORDER:LA
- NCIS:LA 〜極秘潜入捜査班
- NUMBERS 天才数学者の事件ファイル 第2シーズン11話「放火捜査のカギ」（ELMメンバー）
- NUMBERS 天才数学者の事件ファイル 第5シーズン（ニッキー・ベタンコート）
- NUMBERS 天才数学者の事件ファイル 第6シーズン（ニッキー・ベタンコート）
- SHARK カリスマ敏腕検察官（ライナ・トロイ）
- WITHOUT A TRACE/FBI 失踪者を追え!
- 宇宙探査艦オーヴィル 第3シーズン